# Mark Bloemendaal
Mark Bloemendaal (Zutphen, 16 juni 1988) is een Nederlands voormalig voetballer.
Bloemendaal doorliep de jeugdopleiding van De Graafschap en in het seizoen 2005/2006 maakte de toen 17-jarige Bloemendaal zijn debuut in de thuiswedstrijd tegen Cambuur Leeuwarden. Na de rust viel hij in voor  Yannick Salem, nadat Jeffrey de Visscher eerder in de wedstrijd al geblesseerd van het veld ging. Door zijn felle acties en doorzettingsvermogen was hij gelijk geliefd bij menig supporter van De Graafschap.
Zijn eerste doelpunt voor De Graafschap maakte Bloemendaal in het seizoen 2006/2007. Tegen Eindhoven maakte hij vlak voor tijd het winnende doelpunt voor De Graafschap. Een week later kreeg hij van  trainer Jan de Jonge een basisplaats tegen FC Den Bosch. Opnieuw scoorde Bloemendaal, ditmaal scoorde hij de 3-1 op aangeven van Berry Powel. Bloemendaal werd deze wedstrijd uitgeroepen tot Man of the Match.
In juli 2007 werd bekendgemaakt dat Bloemendaal werd verhuurd aan Sc Heerenveen. Na een huurperiode van een jaar en enkel gespeeld te hebben in het beloftenelftal, keerde Bloemendaal weer terug bij De Graafschap. Aan het einde van het seizoen 2008/09 komt hij in conflict met de leiding bij De Graafschap. Bloemendaal moet vertrekken en tekent bij FC Eindhoven.
Op 24 september 2010 scheidden de wegen van FC Eindhoven en Mark Bloemendaal zich, de Gelderlander zou problemen hebben op mentaal-sociaal vlak en de leiding FC Eindhoven zag zich genoodzaakt het contract per direct te ontbinden.
Inmiddels speelt hij weer bij amateurs in zijn geboortestad FC Zutphen. In 2012 traint hij af en toe mee bij AGOVV Apeldoorn. In het seizoen 2013/2014 ging hij spelen voor Excelsior '31 uit Rijssen. Daarna speelde hij weer bij FC Zutphen en bij VV Berkum. In augustus 2018 stopte hij op 31-jarige leeftijd als profvoetballer.

## Clubstatistieken
| Seizoen | Club            | Duels | Goals | Competitie     |
| ------- | --------------- | ----- | ----- | -------------- |
| 2005/06 | De Graafschap   | 4     | 0     | Eerste Divisie |
| 2006/07 | De Graafschap   | 16    | 3     | Eerste Divisie |
| 2007/08 | → Sc Heerenveen | 0     | 0     | Eredivisie     |
| 2008/09 | De Graafschap   | 1     | 0     | Eredivisie     |
| 2009/10 | FC Eindhoven    | 17    | 2     | Eerste Divisie |
| Totaal  | Totaal          | 38    | 5     |                |